# Raatelampi (sjö i Kuusamo, Norra Österbotten, 65,9 N, 29,61 Ö)
Raatelampi är en sjö i kommunen Kuusamo i landskapet Norra Österbotten i Finland. Arean är 45 hektar och strandlinjen är 5,87 kilometer lång. Sjön  ingår i Kems huvudavrinningsområde.   Den ligger omkring 210 kilometer nordöst om Uleåborg och omkring 680 kilometer norr om Helsingfors. 